# USC München

Wappen des USC München

Der USC München (voller Name: Universitäts-Sportclub München) ist ein Verein für den Hochschulsport. Der Verein wurde 1962 gegründet und arbeitet eng mit den Hochschulsportabteilungen der Münchner Universitäten (Technische Universität München und Ludwig-Maximilians-Universität München) zusammen. Dabei nutzt er insbesondere die Zentrale Hochschulsportanlage im Olympiapark München.
Erfolgreiche Abteilungen sind bzw. waren die Leichtathletikabteilung mit mehreren deutschen Meistertiteln, die Basketballabteilung, deutscher Pokalsieger der Damen 1975 und Deutscher Vizemeister der Herren 1971, sowie die Abteilung für Behindertensport, wo unter anderem Margit Quell zehn Paralympische Medaillen im Schwimmen und in der Leichtathletik sowie den Europameistertitel im Rollstuhltanz gewann. Zudem war der USC einer der führenden Vereine im deutschen Rollstuhlbasketball.
Aktuell bestehen unter anderem Abteilungen für Bogensport, Einrad, Eishockey, Fechten, Karate, Leichtathletik, Segeln, Taekwondo, Turnen, sowie eine Sektion des Deutschen Alpenvereins.

## Basketball
Die Herrenmannschaft des USC stieg 1967 in die Basketball-Bundesliga (BBL) auf. Trainiert von Laszlo Lakfalvi gewann der USC 1971 die Staffel Süd, unterlag aber im Finale um die deutsche Meisterschaft Bayer Leverkusen. Die USC-Spieler Holger Geschwindner und Rainer Pethran waren Mitglied der deutschen Nationalmannschaft bei den Olympischen Spielen 1972 in München.
Die Damenmannschaft wurde 1975 deutscher Pokalsieger.
Mit Einführung der eingleisigen Bundesliga 1975 vereinbarten die Basketballabteilungen des TSV 1860 München – ausgelagert als BC München – und der USC eine Spielgemeinschaft. 1977 stieg die erste Herrenmannschaft der SG aus der Bundesliga ab und verzichtete kurzfristig auf den Start in der zweiten Liga. 1983 rückte man in die 2. Liga nach, aus der man 1989 wieder abstieg. Die Damenmannschaft wurde 1982, 1987, 1990 und 1991 jeweils Pokalsieger und acht Mal deutscher Vizemeister.
Zur Saison 1991/92 wurden die Damen in den Verein Lotus München ausgelagert (die Herrenmannschaft von Lotus wurde vom MTSV Schwabing übernommen). Die Damen wurden in dieser Spielzeit deutscher Meister. Bis 1994 wurden die Damen zehn Mal deutscher Vizemeister.
1994 wurde die Spielgemeinschaft aufgelöst und der eigenständige Verein München Basket gegründet.

## Behindertensport

### Bekannte Sportler
- Margit Quell (zehn paralympische Medaillen im Schwimmen und in der Leichtathletik)[1]
- Gerda Pamler (Monoskifahren, sechs paralympische Medaillen 1992 und 1994)
- Hans Brunner (Sportschießen, Weltmeister 1987, Europameister 1991, paralympische Silbermedaille 1992)

### Bekannte Paare im Rollstuhltanz
- Margit Quell/Carsten Lenz (Europameister im Rollstuhltanz 1991 und 1993, Deutsche Meister 1990 und 1991)
- Tirza Quell/Chr. Schmittinger (Europameister 1995, deutscher Meister 1992 und 1995)
- Barbara Tenge/Hans Brunner (fünf Mal deutscher Meister zwischen 2000 und 2005)

## Einradfahren

### Bekannte Sportler
- Clara Frank (dreifache Deutsche Meisterin 2009 bis 2011)
- Sebastian Niedner (fünf Weltmeistertitel 2008 und 2010)

## Eishockey
| 1985–1990 | Landesliga  | 6. Klasse |
| 1990–1992 | Kreisliga   | 7. Klasse |
| 1992/93   | Landesliga  | 6. Klasse |
| 1993/94   | Bezirksliga | 7. Klasse |
| 1994–1998 | Bezirksliga | 6. Klasse |
| 1998–2002 | Bezirksliga | 7. Klasse |
| 2002–2004 | Bezirksliga | 6. Klasse |

Die Eishockeymannschaft des USC spielte von 1985 bis 2004 in den Ligen des Bayerischen Eissportverbandes. Seit 2004 nimmt der USC nur noch an Hobbyligen und Freundschaftsspielen teil.

## Fechten
Die Degenmannschaft des USC München wurde 1978 und 1979 jeweils Dritter bei den Deutschen Meisterschaften.

## Leichtathletik
Die Leichtathletikabteilung gründete 1987 mit dem PSV München und dem TSV München-Ost die Leichtathletikgemeinschaft LG München. Diese wurde später in LG Olympiapark München umbenannt und ist mit inzwischen elf teilnehmenden Vereinen als LG Stadtwerke München bekannt.

### Bekannte Sportler
- Marion Becker (Speerwurf, Silbermedaille Olympische Spiele 1976, Deutsche Meisterin 1976, 1977)
- Christoph Herle (Langstreckenlauf, 1977 beim USC)
- Johannes Trefz (Kurzstreckenlauf, drei Mal deutscher Meister 400 m, 2016–2018; vier Mal Deutscher Meister 4 × 400-m-Staffel, 2014, 2016, 2018, 2019; Team-Europameister 2014 und 2017; 2014 bis 2018 beim USC)
- Tobias Potye (Hochsprung, deutscher Vizemeister 2018 und 2020, deutscher Vizemeister Halle 2017)
- Bernhard Zintl (Stabhochsprung, 1989–1991 deutscher Meister, 1987 bis 1991 und 1993 deutscher Meister Halle; bis 1990 beim USC)

## Rollstuhlbasketball
Der USC München gehört zu den Pionieren des deutschen Rollstuhlbasketballs. Vier Münchner Studenten bildeten 1966 eine Sportgemeinschaft, die 1973 die erste offizielle deutsche Meisterschaft gewann. 1975 schloss sich die Mannschaft dem USC an und gewann auch alle weiteren Meisterschaften bis 1975. Weitere Meisterschaften folgten 1985, 1987 bis 1990 und – nach Gründung der Rollstuhlbasketball-Bundesliga – 1992, 1993, 1995 und 1996. Mit 13 deutschen Meisterschaften ist der USC damit Rekordmeister. Dazu kommt eine deutsche Meisterschaft der Damenmannschaft 1994 sowie acht Pokalsiege (1986 bis 1992 und 1996).
2001 wurde die Abteilung als USC München Rollstuhlsport e. V. ausgelagert, arbeitet aber weiterhin mit dem Hauptverein zusammen. Zur Saison 2017/18 zog man die Mannschaft aufgrund des finanziellen Aufwands aus der Bundesliga zurück und konzentriert sich seitdem auf den Amateursport.

## Sportklettern
- Andrea Eisenhut (Deutsche Meisterin 1991)

## Turnen
- Heinz Häussler (1968, 1969, 1970, 1971 Deutscher Meister am Pauschenpferd)